# Ecnomiohyla minera
Espèce
Synonymes
- Hyla minera Wilson, McCranie & Williams, 1985

Statut de conservation UICN

 EN B1ab(iii) : En danger
Ecnomiohyla minera est une espèce d'amphibiens de la famille des Hylidae.

## Répartition
Cette espèce se rencontre :
- dans la sierra de las Minas et la sierra de los Cuchumatanes au Guatemala ;
- au Belize.

## Publication originale
- Wilson, McCranie & Williams, 1985 : Two New Species of Fringe-Limbed Hylid Frogs from Nuclear Middle America. Herpetologica, vol. 41, no 2, p. 141-150.